# Médaille commémorative de la bataille de Verdun
La médaille commémorative de la bataille de Verdun est une décoration créée par la ville de Verdun le 20 novembre 1916 pour commémorer la bataille de Verdun. Ce n'est pas une médaille officielle, mais l'insigne des « soldats de Verdun ». Seuls ont droit à cette médaille les anciens combattants des armées françaises ou alliées qui se sont trouvés en service commandé entre le 31 juillet 1914 et le 11 novembre 1918, dans le secteur de Verdun, compris entre l'Argonne et Saint-Mihiel, dans la zone soumise au bombardement par canon. Les noms des soldats de Verdun sont inscrits sur le registre qui est déposé dans la crypte du monument à la victoire élevé en plein centre-ville et sur les livres d'or entreposés dans le musée de guerre de la Ville de Verdun.

## Caractéristiques
- Insigne : en bronze, d'un module de 27 mm, cette médaille comporte sur l'avers la tête de la République casquée tenant un sabre à la main avec au-dessus la légende « On ne passe pas » et la signature Vernier ; sur le revers, la façade de la Porte Chaussée, surmontée du nom de Verdun, entourée de palmes et en bas la date 21 février 1916 (début de la bataille).
- Ruban : rouge avec de chaque côté trois petites raies verticales bleu-blanc-rouge.

## Les différents modèles de la médaille de Verdun par ordre de rareté
- Modèle Vernier
- Modèle Prudhomme
- Modèle Révillon
- Modèle Augier
- Modèle Marie Stuart, appelé également Modèle René
- Modèle Pautot (médaille triangulaire)
- Modèle Steiner

## Modèle de diplôme

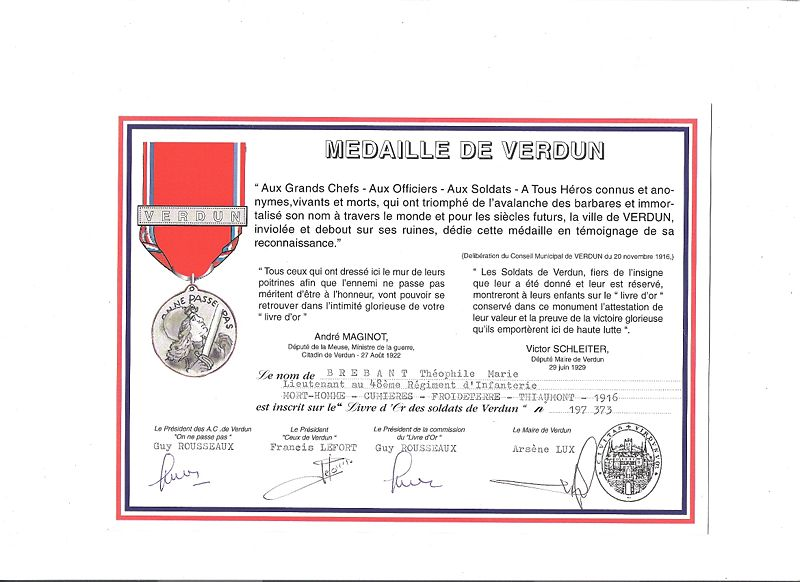
Diplôme décerné au Lieutenant Brébant du 48e R.I..
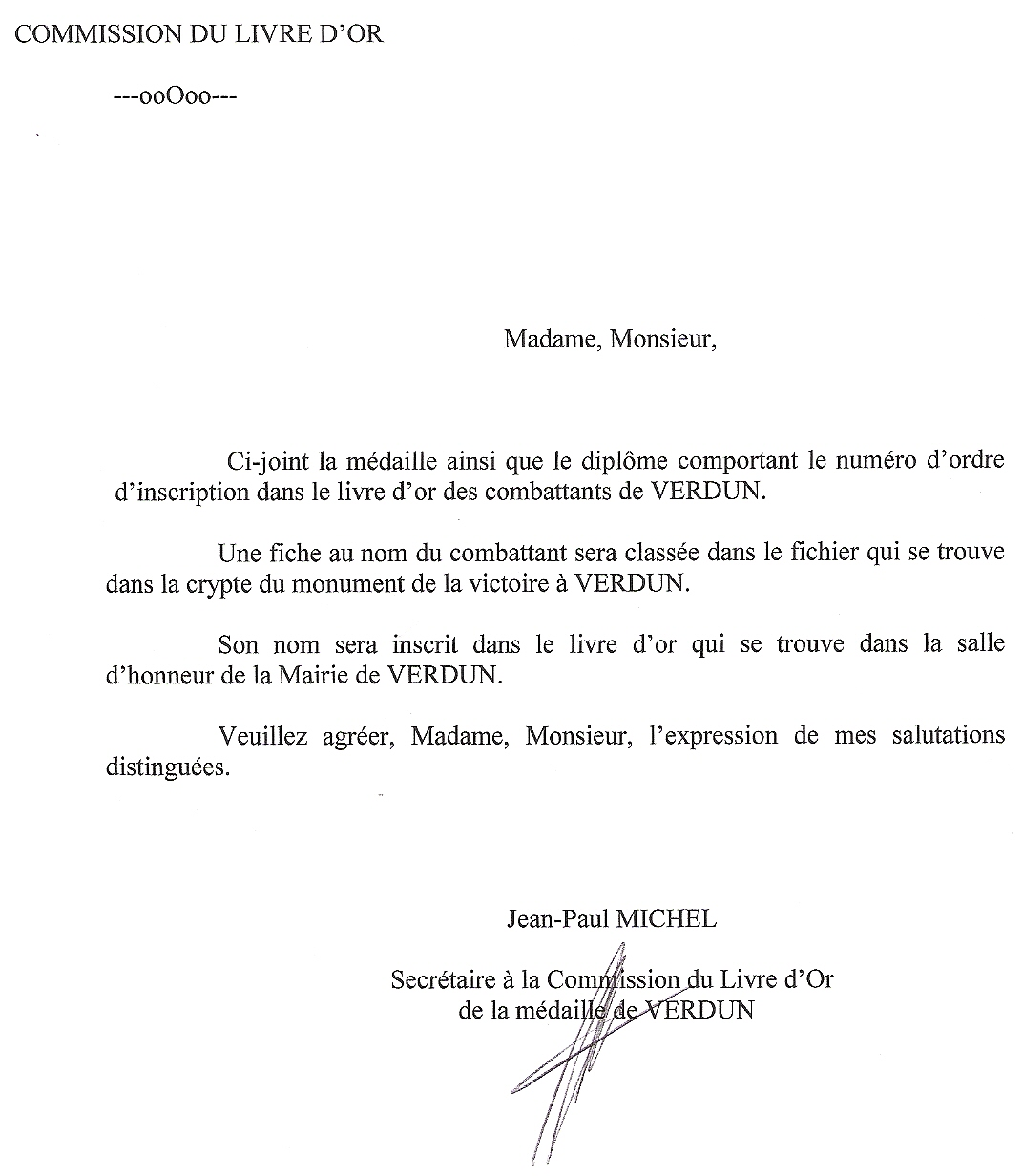
Inscription du nom (lieutenant Brébant) sur le livre d'or de Verdun.
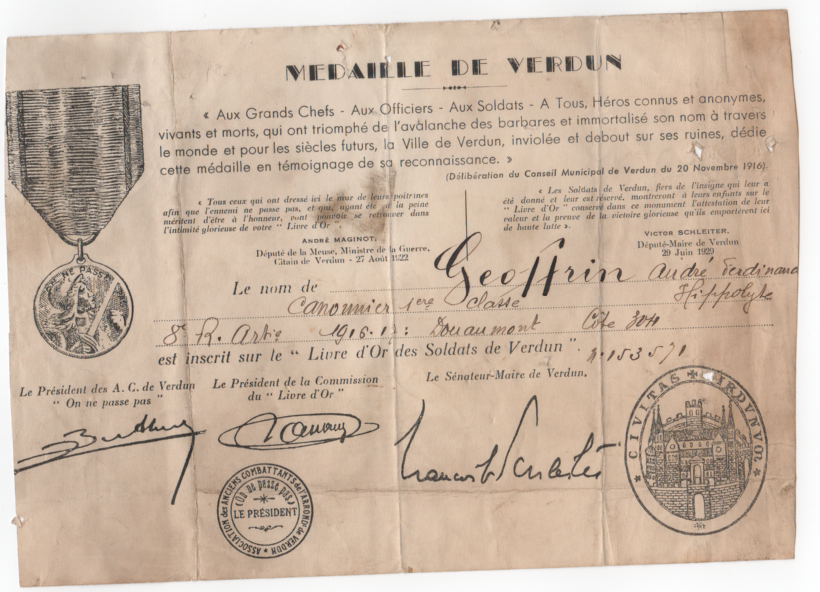
Médaille de Verdun Canonnier 1re classe Geoffrin André Ferdinand Hippolyte, survécut à la première et seconde guerre mondiale